# Włoszakowice
Włoszakowice is een dorp in het Poolse woiwodschap Groot-Polen, in het district Leszczyński. De plaats maakt deel uit van de gemeente Włoszakowice en telt 2960 inwoners.

## Verkeer en vervoer
- Station Włoszakowice

## Geboren
- Karol Kurpiński (1785-1857), componist, dirigent en muziekpedagoog

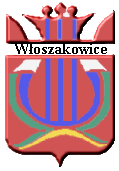
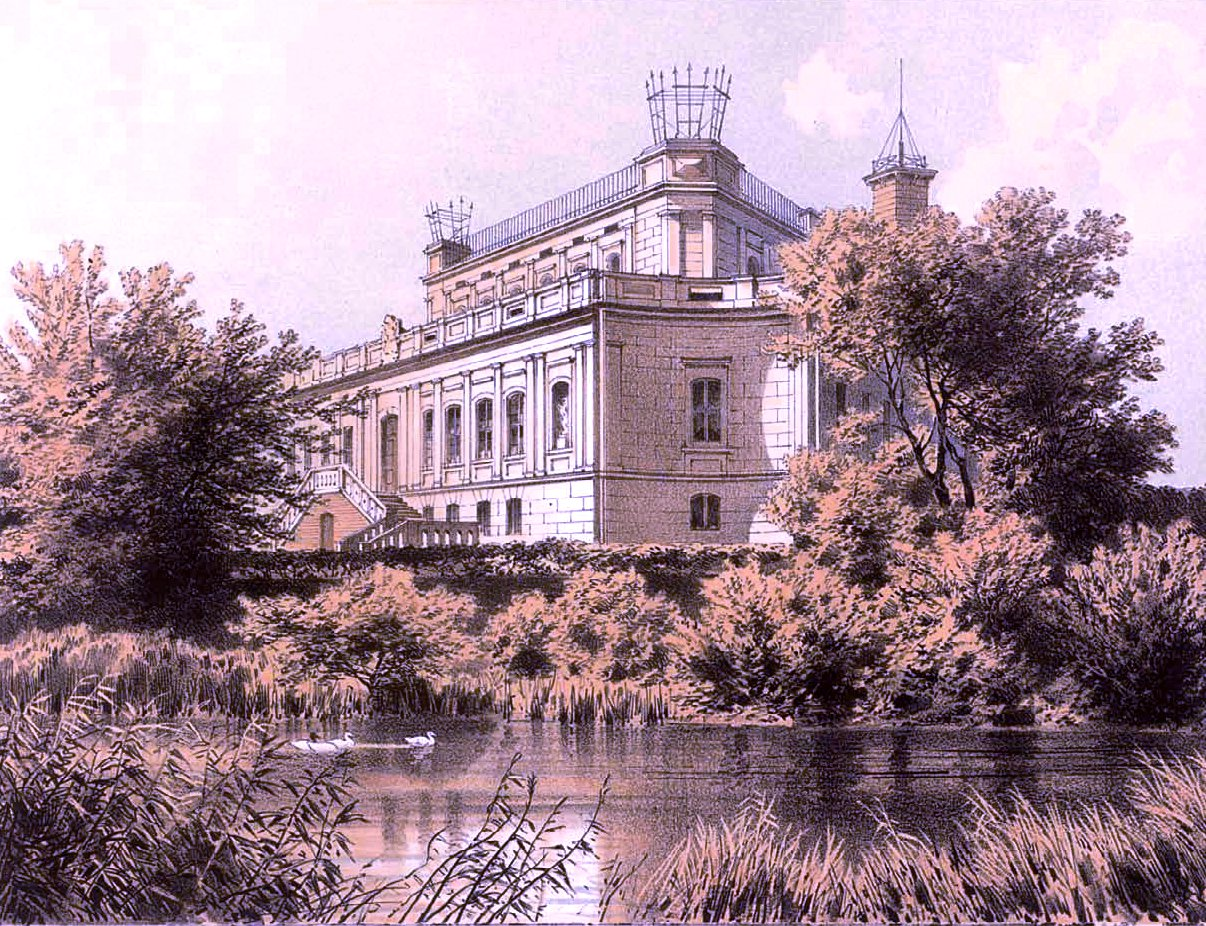
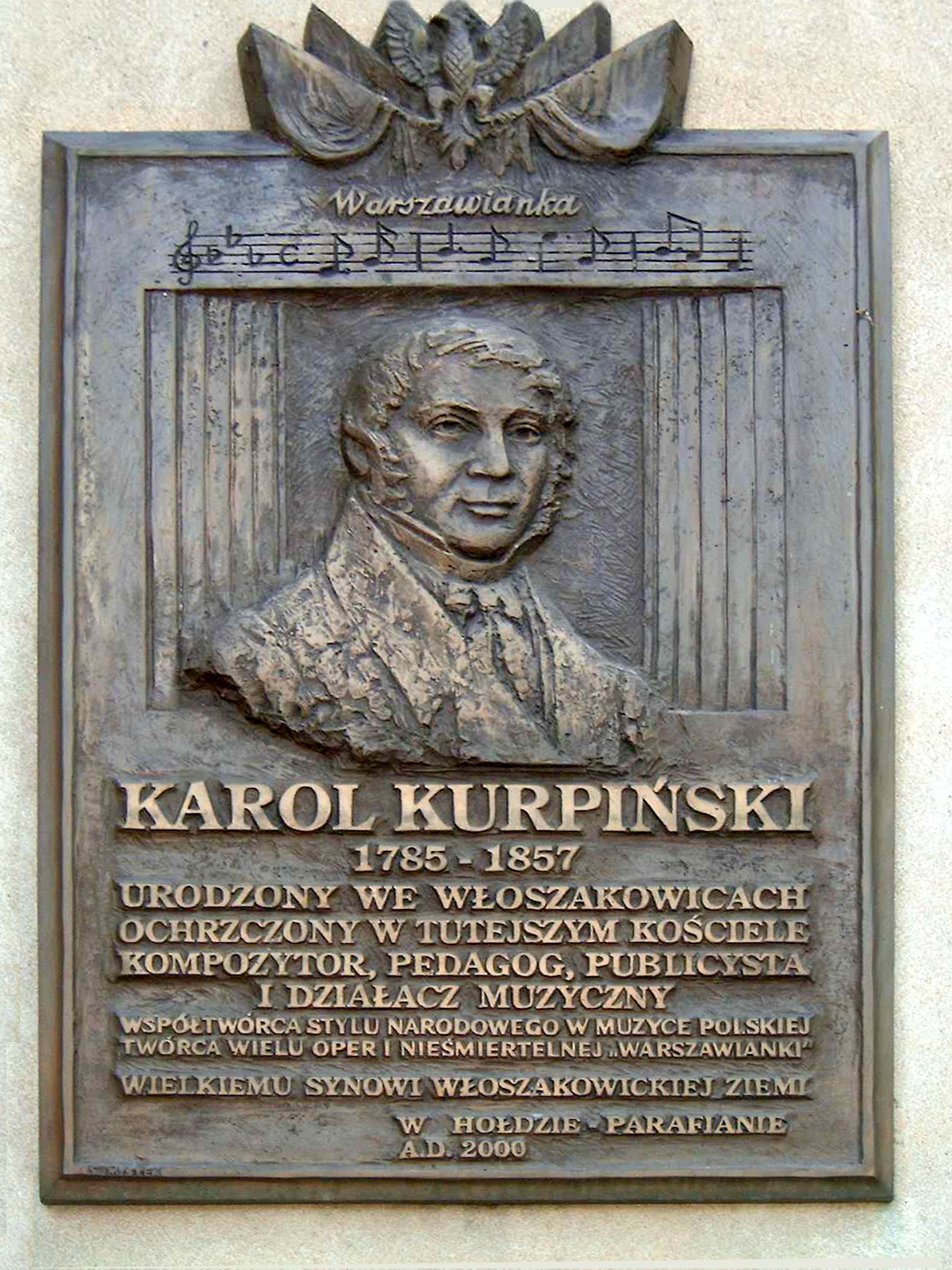
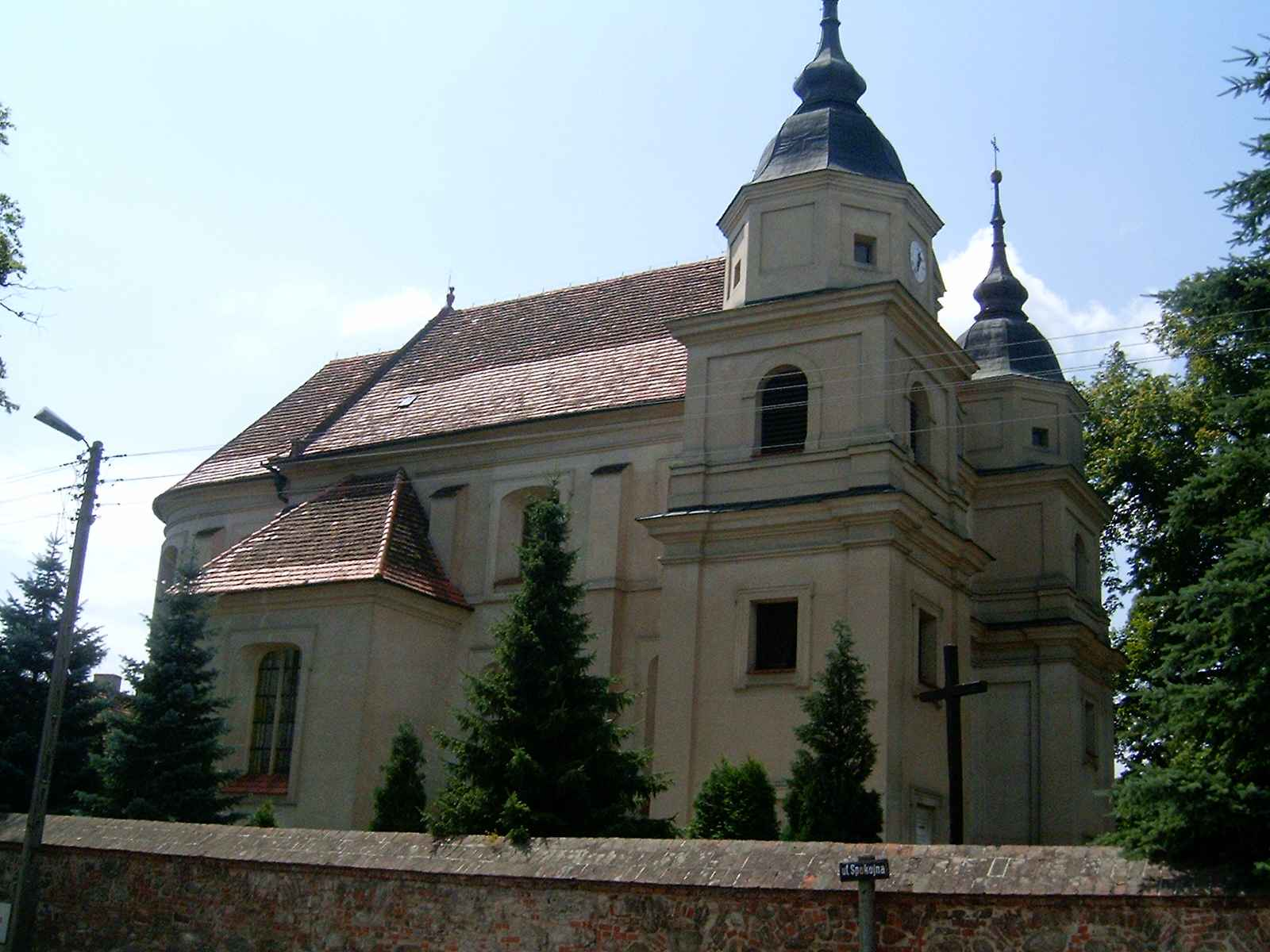